# Andrea Tiezzi
Andrea Tiezzi (26 november 1964) is een voormalig tennisspeelster uit Argentinië.
Op de Pan-Amerikaanse Spelen 1987 won Tiezzi tweemaal een zilveren medaille, in het enkel- en in het dubbelspel.
In 1988 debuteerde Tiezzi op een grandslam door zich te kwalificeren voor Roland Garros in het enkelspel. 